# 恋の神様
『恋の神様』（こいのかみさま）は、2000年（平成12年）1月14日から3月17日にかけてTBS系列で放送された日本のテレビドラマである。平均視聴率は12.1%。主演は木村佳乃。
オープニングの映像は実写の青空や東京の風景を背景に、雨のように降り注いだり、細かく複雑に弾け飛ぶような動きをする、輝く水滴のような3DCGが合成されていた。

## あらすじ
春野息吹（木村佳乃）は、ECCで英語講師をする25歳。彼女には、大学時代から6年間付き合っている恋人・堤幸神（いしだ壱成）がいた。そんな彼は職なしの男だった。しかし、何気なく応募した、ジュノン・スーパーボーイ・コンテストで川久保ナナ（国生さゆり）にスカウトされ、一躍時の人となる。果たして、息吹と幸神の運命は？

## キャスト
春野 息吹（はるのいぶき）（25) - 木村佳乃
英会話教室「ECC」で働いている。大学時代から6年間幸神と交際するも、幸神は、フリーターをしており結婚が望めなかったため、幸神との交際に疑問を感じていた。また、幸神が芸能人になり、川久保からの圧力や、寂しさで幸神と破局。松田と付き合いはじめ婚約するも、幸神への思いが捨てられず、そのことを見抜いた松田から別を告げられている。その後は幸神と復縁し、結婚。
堤 幸神 （つつみこうしん）(25)- いしだ壱成
息吹の恋人。フリーターであったが、何気なく「ジュノン・スーパーボーイ・コンテスト」を受け、スカウトされ芸能人になる。川久保からの圧力などで一度息吹と別れ、エリカと交際する。幸生が起こした暴力事件の犯人とされ、芸能界を引退。引退後は、実家「堤書店」の跡継ぎに。恋愛面では息吹と復縁し、結婚。
- 堤 幸生（つつみゆきお） - 金子賢

幸神の弟。実家の書店「堤書店」で働いている。航空写真を撮るのが趣味で、空港で出会ったエリカに恋する。息吹のことは実の姉のように慕っている。結婚して父親になるのが夢らしい。エリカに振られた際、ヤケになり暴行事件を起こす。
- 小川 あゆみ（おがわあゆみ） - 畑野浩子

息吹の親友でOL。息吹と幸神の大学時代の同級生。本当の恋をしたことがない。松田と一晩だけの関係あり。
- 西園寺 エリカ（さいおんじえりか） - 米倉涼子

客室乗務員。幸生から片思いされていた。自身は幸神に想いを寄せていた。そのため、息吹に嫌がらせを繰り返していた。最終的に幸神と付き合うも破局。実家は外交官で、外国暮らしが長かったらしい。
- 西原 準子（さいばらじゅんこ） - 星野有香

息吹の同僚。関西弁で話す。息吹に当たりが強い。既婚者で、結婚4年目。後に息吹の理解者になる。
- 藤ノ木 友子（ふじのきともこ） - 一戸奈未

幸神のファン第1号で、女子高生。骨肉腫を発症しており、余命半年であった。元陸上部。息吹と幸神の幸せを願っていた。6話で死去。
- 堤 真千子 （つつみまちこ） ‐岡本麗

幸神と幸生の母。夫の死後、女手一つで幸神と幸生を育てていた。息吹のことを実の娘のように思っている。
- 堀田 寿（ほったひさし） - 石井正則

元子役。3年B組金八先生に出演したことがあるらしい。「グッドセブン」所属。役者で食べられないときは、イタリア料理店でバイトしていたため、料理上手。幸神の良き理解者。幸神に傷害容疑がかけられた際、契約解除にしようとした川久保に反発し、独立。独立後はハンコのCMに出演。
- 川久保 ナナ（かわくぼなな） - 国生さゆり

芸能事務所「グッドセブン」の社長。幸神のことをスカウトする。元アイドルで堀田曰く、川久保ナナというのは芸名らしい。息吹のことを快く思っていなかったが、エリカのことは気に入っていた。堀田と幸神が事務所をやめたあとも相変わらずらしい。
- 松田 零士 （まつだれいじ）- 柏原崇

息吹が働いているECCの生徒。大蔵省勤務で、慶應義塾大学法学部出身のエリート。4年前に交際された女性に裏切られ、愛を信じられない。トラウマを乗り越え息吹に恋心を抱き、交際するも、あゆみと一晩だけの関係を持った。イギリス勤務が決まっており、息吹と婚約するも、息吹の気持ちに気づき破局。
- 春野 俊作（息吹の父） - 須永慶
- 七瀬真樹- 有坂来瞳
- 来栖あつこ（本人役）- 来栖あつこ
- その他の出演者 - 田村たがめ、市瀬理都子、末次浩一、好本綾子、久木亮彦、相原恵美、文宜、安田樹里、武下良美、秋葉さやか、中村麻美、祖父江愛、赤羽秀之、野仲功、本田清澄、長嶺尚子、大堀こういち、野村ちこ、野島俊二、吉田徹太、川村美子、せきぐちきみこ、田中宏明、西村淳二、家富ヨウジ、神谷涼、五十嵐美鈴、野村信次、沢柳廸子、森山米次、青柳文太郎、小西崇之、中沢青六、金子早樹、小宮詩乃、荒木誠、小泉みほ

## テーマ曲
- 主題歌 - 川本真琴「微熱」
- エンディングテーマ - ハイパービーム「愛する人へ」

## スタッフ
- 脚本 - 青柳祐美子
- 音楽 - 山川恵津子
- プロデュース - 丹羽多聞アンドリウ
- 演出 - 吉田秋生、松原浩、難波一弘

## サブタイトル
| 各話                                                         | 放送日                    | サブタイトル                 | 演出     | 視聴率 |
| ------------------------------------------------------------ | ------------------------- | ---------------------------- | -------- | ------ |
| 第1話                                                        | 2000年（平成12年）1月14日 | 恋の賞味期限                 | 吉田秋生 | 16.3%  |
| 第2話                                                        | 2000年（平成12年）1月21日 | 裏切りのキス                 | 吉田秋生 | 11.6%  |
| 第3話                                                        | 2000年（平成12年）1月28日 | 私のこと、必要じゃないの?    | 松原浩   | 12.1%  |
| 第4話                                                        | 2000年（平成12年）2月4日  | あなたが信じられない         | 松原浩   | 14.0%  |
| 第5話                                                        | 2000年（平成12年）2月11日 | 好きな人のために強くなりたい | 難波一弘 | 11.1%  |
| 第6話                                                        | 2000年（平成12年）2月18日 | 好きだけどさよなら           | 吉田秋生 | 11.3%  |
| 第7話                                                        | 2000年（平成12年）2月25日 | 別れても好きな人             | 松原浩   | 10.7%  |
| 第8話                                                        | 2000年（平成12年）3月3日  | 天罰…                        | 難波一弘 | 13.2%  |
| 第9話                                                        | 2000年（平成12年）3月10日 | 決意                         | 吉田秋生 | 10.3%  |
| 最終話                                                       | 2000年（平成12年）3月17日 | そして､春                    | 吉田秋生 | 10.6%  |
| 平均視聴率 12.1%（視聴率は関東地区・ビデオリサーチ社調べ。） |                           |                              |          |        |